# Hermann Aust (Unternehmer)
Hermann Aust (* 16. Juni 1853 in Berlin; † 1943) war königlich bayerischer geheimer Kommerzienrat, Präsident und Mitgründer des bayerischen Industriellenverbandes, Mitgründer des deutschen Markenverbandes und päpstlicher Hoflieferant.

## Herkunft und frühe überseeische Tätigkeiten im Vanillehandel
Hermann Aust wurde am 16. Juni 1853 in Berlin geboren. Seine Familie stammte aus Schlesien. Seine Vorfahren waren Schleierweber, die im Jahr 1350 aus den Niederlanden in das schlesische Hirschbachtal einwanderten. Nach seiner Ausbildung in verschiedenen Handelshäusern im In- und Ausland begann Aust in den 1880er Jahren mit dem Überseehandel. In Hamburg gründete am 1. April 1880 die Firma H. G. Aust Export. Außerdem besaß er Zuckerrohrplantagen auf Mauritius. 1881 gründete er zusammen mit seinem Jugendfreund Rudolph Hachmann, (dem Sohn des ersten Hamburger Bürgermeisters Gerhard Hachmann) die Firma Aust und Hachmann Vanille. Nach Aufgabe seiner überseeischen Tätigkeiten ging die Firma in den Besitz der Familie Hachmann über. Das Unternehmen ist noch heute im Vanillehandel tätig.

## Die Entwicklung des „Kathreiner Kneipp Malzkaffee“
Im Jahr 1892 zog Aust von Hamburg nach Planegg bei München, wo er schon ab den 1880er Jahren ein Jagdgut nahe dem Starnberger See besaß. In den 1890er Jahren stieg Aust bei der neu gegründeten Firma Kathreiners Kneipp Malzkaffee, einer hundertprozentigen Tochtergesellschaft des 1829 gegründeten Münchner Handelshauses Franz Kathreiner’s Nachfolger (FKN-Kathreiner AG) ein. Das Mutterunternehmen FKN war Anfang des 20. Jahrhunderts der größte binnenländische Lebensmittelhändler und zeitweise der größte Tee- und Kaffeehändler im Kaiserreich.
Aust, später Mitinhaber und persönlich haftender Gesellschafter, patentierte das durch den Chemiker Trillich (ein Schüler Max von Pettenkofers) gefundene Verfahren zur Herstellung des Malzkaffees unter dem Reichspatent (D.R.P. 65300). Neben der Firma Franck Landkaffee, (Caro-Kaffee), mit der man später fusionierte, und Linde war Kathreiner’s Kneipp Malzkaffee nun der größte Hersteller von Kaffeeersatz. Unter Aust entwickelte sich der Malzkaffee zum Volksgetränk, welches weltweit vertrieben wurde. Kathreiners Malzkaffee verfügte europaweit über Produktionsstandorte und gehörte bald mit zu den größten industriellen Lebensmittelproduzenten in Deutschland mit einem weltweiten Vertriebsnetz. Die Firma war im Besitz der Gründer- und Eigentümerfamilien Wilhelm, Aust, Brougier–Seisser, die untereinander verschwägert waren. Hermann Aust galt zusammen mit den Kommerzienräten August Oetker und Fritz Henkel als einer der ersten Unternehmer der zweiten Hälfte des 19. Jahrhunderts, der die Bedeutung des Markenartikels und einer „stringenten Markenführung“ früh erkannte und als einer der ersten Unternehmer eine Werbeabteilung bei Kathreiner installierte, die nach genau vorgegebenen Grundsätzen operierte. Zur Bedeutung der Marke und ihrer Förderung verfasste Aust auch schriftstellerisch diverse Aufsätze wie auch sein Compagnon Adolphe Brougier. Aust ist es zu verdanken, dass er die Marke Pfarrer Kneipp für die Kathreiner AG gewinnen konnte. Besonders die Nutzung von Reklame- und Sammelmarken wie auch Postkarten, die zu Werbezwecken genutzt wurden, wurde von Hermann Aust persönlich forciert und koordiniert. Der berühmte Plakatkünstler Ludwig Hohlwein war unter anderem einige Zeit für Austs Kathreiner Werke tätig und entwarf zahlreiche Werbeplakete (u. a. auch für Kathreiner Marco Polo Tee, Kathreiner Wein sowie für Kathreiner Bohnen-Kaffee).

## Leben, Tätigkeiten und Verbände
Aust gehörte zu den frühen Förderern von Sebastian Kneipp, mit dem er noch persönlich bekannt war. Der Ausbau von Bad Wörishofen zur Kurstadt wurde durch Aust mitgefördert.

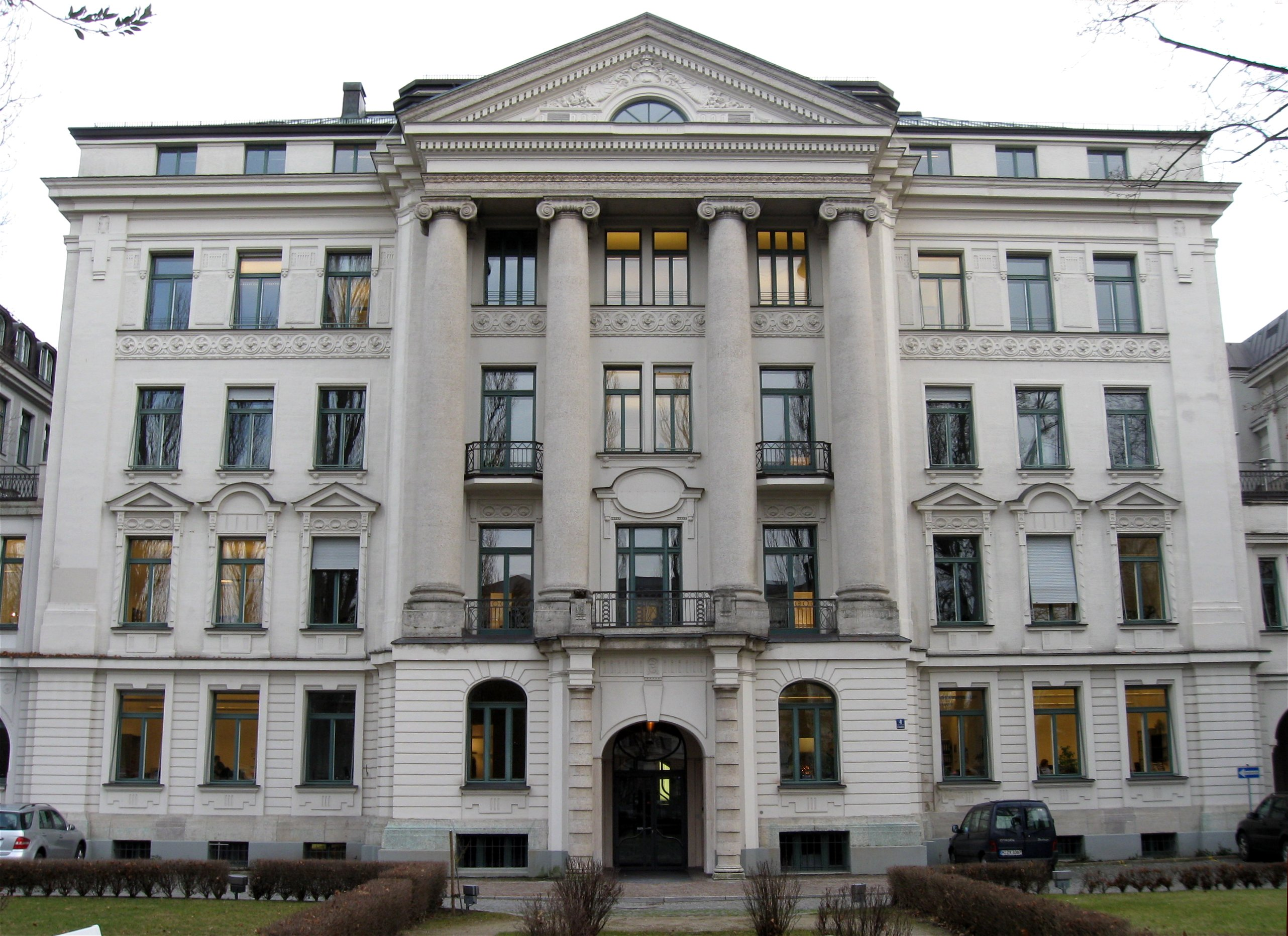
Palais von Aust, München, Leopoldstraße 4

Zusammen mit seinem Kompagnon Adolph Brougier war er unter den ersten Automobilbesitzern in München und bewohnte ein Palais in der Leopoldstraße 4 am Siegestor, in dem er regelmäßig Künstler, Wirtschaftsführer und Mitglieder aus Politik und Kultur empfing. Zu den Gästen seines Salons gehörten unter anderem Mitglieder des Hauses Wittelsbach sowie die Unternehmer Hugenberg, Hugo Stinnes, Maximilian Harden, die Familien Bruckmann, die Industriellen von Friedländer, Jan Baron von Wendelstadt, der Brauer Joseph Pschorr, mit dem Aust im Vorstand der IHK war. Mit seinem Kompagnon Emil Wilhelm, der ein begeisterter Jäger war, besaß Aust eine der größten Hochgebirgsjagden im Allgäu, in der u. a. Prinz Alfons von Bayern und Kronprinz Rupprecht von Bayern zur Jagd gingen.
Am 25. November 1903 wurde der „Verband der Fabrikanten von Markenartikeln“ ins Vereinsregister beim Königlichen Amtsgericht I in Berlin eingetragen. Zu den Initiatoren und Gründern gehörten neben Hermann Aust noch Fritz Henkel, August Holste, Clemens Lagemann sowie August Oetker und die Familie Krupp. Aust war darüber hinaus Gründer und der erste Präsident des bayerischen Industriellenverbandes (VBW, jetzt Verband der bayerischen Wirtschaft). Er war Mitglied im Münchner Kaufmanns Casino, zahlreicher Herrenclubs sowie Mitglied des Gremiums der Stadt München zur Förderung und Entwicklung der heimischen Industrie. 1913 gründete er in Zürich zusammen mit Mitgliedern der Ludwigsburger Unternehmerfamilie Franck (Heinrich Franck Söhne und Franck’sche Zichorienfabrik) die Internationale Nahrungs- und Genussmittel AG kurz INGA. Aus der Gründung der Inga entstanden mehrere Tochterfirmen wie u. a. die vormalige Osta Finanz und Industrie AG in Basel, aus der später die Handelsbank in Zürich hervorging.
Aust war darüber hinaus im Vorstand des Vereins der Münchner Volksküche und Mitglied des Deutschen Vereins für Armenpflege und Wohlthätigkeit sowie Berater für Ankäufe für das Deutsche Museum, Mitglied des Aufsichtsrats des Rheinisch-Westfälischen Lloyds, der Transport Versicherungs AG, der Rheinisch-Westfälischen Rückversicherungs AG, Vorstandsmitglied des BDI; Vorsitzender des Aktionskomitees BV München des BDI in Bayern, Ehrenpräsidialmitglied der IHK und des bayerischen Industriellenverbandes.
Zur Bayerischen und Berliner Politik, hielt Aust als Lobbyist der bayerischen Wirtschaftsverbände enge Verbindungen.
Aust war beratendes Mitglied des Mitteleuropäischen Wirtschaftsvereins und war an der Organisation der dritten Vollversammlung des Vereins im Oktober 1911 in München beteiligt. Er sprach zusammen mit Herzog Ernst-Günther von Schleswig-Holstein und IHK-Präsident Geheimrat von Pfister die Begrüßungsrede der Delegierten. Zunächst früher Förderer der NSDAP, zog er sich später von den Nationalsozialisten zurück. Nach der frühen Unterstützung der NSDAP, die Aust rein wirtschaftlich begründet sah, kam es zu mehreren Zerwürfnissen – besonders innerhalb des katholischen Teils – seiner Familie. Erst nach der Beendigung seiner Verbands- und Lobbytätigkeiten stellte sich Kontakt zu einigen engen Verwandten wieder ein. Die letzten Jahre seines Lebens verbrachte Aust als Naturforscher und Sammler von Asiatika auf seinem Landsitz und in der Schweiz.

## Familie und verwandtschaftliche Verbindungen
Aust war verheiratet mit Clara-Henriette Lilie (geb. 1862), Tochter eines Bankiers aus der Mark Brandenburg. Mit ihr hatte er mehrere Kinder. Austs Kinder verheirateten und verschwägerten sich mit Mitgliedern des etablierten Wirtschaftsbürgertums, teils mit Mitgliedern einflussreicher alter bayerischer Familien und hohen Beamten. Durch diese Verbindungen schloss Aust auch eine Reihe von Bekanntschaften und Beziehungen mit Persönlichkeiten aus Industrie, Handel, Großgrundbesitz und der Beamtenschaft, die er auch für seine Verbandsarbeit und Geschäftskontakte nutzte. Austs Tochter Marie Elisabeth heiratete den geheimen Regierungsrat Alfred Kuhlo (1876–1931), BDI-Chef für Süddeutschland, später Chef-Syndikus des bayerischen Industriellenverbandes. Aust saß als Gründungsmitglied auch mit seinem Schwiegersohn im einflussreichen Münchner Herrenclub sowie im Kaufmanns-Casino. (Schon Alfred Kuhlos Vater Kommerzienrat Richard Kuhlo war mit Hermann Aust bekannt und in der Verbandsarbeit tätig gewesen. Richard Kuhlo war Geschäftsführer des BDI-Bezirksvereins für Nürnberg-Fürth). Alfred Kuhlo war es, der die ersten Verbindungen zwischen der NSDAP und den Industriellenverbänden herstellte. In den zwanziger Jahren, nach dem Hitlerputsch, kam es aber zum Zerwürfnis zwischen ihm und der Leitung der frühen NSDAP. Kuhlo – wie auch sein Schwiegervater – verkehrte viel mit jüdischen Bankiers und Künstlern, war aktiv in der Kirche und vor allem Anhänger des von den Nazis übel beschimpften Freimaurertums. Durch die Familie Kuhlo bestanden auch über den Erfinder des „Kuhlo-Rohrs“, Ernst Kuhlo, Direktor der deutschen Elektrizitätsgesellschaft in Berlin und der Stettiner Elektrizitätswerke Kontakte zur AEG. Aust knüpfte später für die AEG Kontakte nach Nordamerika und Kanada. Austs Enkeltochter aus der Verbindung Kuhlo heiratete in erster Ehe Dr. Hans Dyckerhoff, in zweiter Ehe – gegen den Willen der Familie – den seinerzeit berühmten Komponisten Peter Kreuder (Sag beim Abschied leise Servus und Ich brauch keine Millionen). Eine weitere Tochter Austs heiratete einen Neffen des königlichen Kommerzienrates Ludwig Seisser (1866–1936), der Direktor bei der Franz Kathreiners Nachfolger GmbH (später FKN AG) war. Ludwig Seisser wiederum war verheiratet mit der Tochter von Austs Jugendfreund und Kompagnon Geheimrat Adolph Brougier, der Hauptanteilseigner bei der Franz Kathreiner AG sowie der Kathreiner Kneipp Malzkaffee-Werke war. (Mit A. Brougier und der Familie Franck aus Ludwigsburg gründete H. Aust später die Internationale Nahrungs- und Genussmittel AG in Zürich, aus der später die Franck-Kathreiner AG mit dem bekannten Produkt „Caro Landkaffee“ und später die Unifrank Allgäuer Alpenmich AG hervorgingen.) Brougiers Enkel Erich Seisser, war eine Zeit lang Privatsekretär von Hermann Aust und später Mitglied des Aufsichtsrats der Kathreiner AG. Er wurde später von den Nazis wegen Wehrkraftzersetzung hingerichtet. Durch die familiären Verbindungen seiner Tochter zu den Familien Brougier-Seisser war Aust und seine Familie mit einer Reihe einflussreicher bayerischer Persönlichkeiten aus Politik, Handel und Militär verschwägert wie z. B. dem Geheimrat Prof. Oliver von Leube (Rektor der Universität Würzburg) oder auch den Militärs und Max-Joseph-Rittern General Hans von Mieg, Generalmajor Julius von Braun und Hans von Seißer, später Chef der Bayerischen Landespolizei in München, mit dem Aust später im Prozess gegen Adolf Hitler zusammen aussagte.

## Auszeichnungen und Ehrungen
Durch Prinzregent Luitpold wurde er zum königlich bayerischen Kommerzienrat, später zum geheimen Kommerzienrat ernannt. Aust war unter anderem Träger folgender Orden: Bayerischer Orden vom hl. Michael, Stanislaus Orden III. Klasse, Träger des Ordens der Eisernen Krone III. Klasse (In Österreich meist verbunden mit dem persönlichen Adel), des Weiteren war er Offizierskreuzträger des Sonnen- und Löwenordens der Persischen Krone. Träger des Komturkreuz des apostolischen St. Silvesterordens etc. 1906 wurde Aust mit seinen Geschäftspartnern und den Direktoren „Hoflieferant Seiner Heiligkeit des Papstes Pius X. und der Heiligen Apostolischen Päpste“. Er war Ehrenbürger der Ludwig-Maximilians-Universität zu München. Für seine Verdienste um die Münchner Wirtschaft und Kultur erhielt er zusammen mit seinen Kompagnons Emil Wilhelm und Adolphe Brougier die Goldene Ehrennadel des Münchner Kaufmanns-Casinos. Die Stadt Bad Wörishofen errichtete Hermann Aust ein Denkmal in der nach ihm benannten Hermann-Aust-Straße. Des Weiteren sind nach Aust heute noch Straßen in Krailling-Planegg (Kreis Starnberg) benannt, wo er ein Landgut besaß. Nach den von ihm begründeten Malzkaffeewerken zeugen heute noch Straßen in Krefeld, Augsburg, Merzig-Wadern, Bad Wörishofen sowie das von Bruno Paul entworfene Kathreiner Hochhaus in der Potsdamer Straße in Berlin.

## Das Unternehmen
Der Kathreiner Kneipp Malzkaffe wird heute zusammen mit Caro Landkaffee vom Schweizer Lebensmittelkonzern Nestlé hergestellt. Das Mutterunternehmen FKN (Franz Kathreiner’s Nachfolger), die spätere Kathreiner AG musste 1997 in München nach einem fehlgeschlagenen Vorstoß mit den Supermarktketten KATRA, KOMM und KRONE in den neuen Bundesländern Insolvenz anmelden. Das Kathreiner Gelände in München besitzen heute der Elektronikkonzern Rohde & Schwarz sowie Nachkommen der Gründerfamilien.

## Trivia
Hermann Aust galt als Ästhet und Dandy seiner Zeit. Er ließ seinen Schneider regelmäßig aus Paris nach München kommen und quartierte diesen mehrere Tage bei sich ein. Ein stadtbekanntes Kuriosum seines Kleidungsstiles war, dass er regelmäßig, obwohl in Gehrock und Zylinder, in sogenannten Kneipp-Sandalen, auch sogenannten Wörishofener Sandalen (heute ‚Jesuslatschen‘), auftrat. Als überzeugter Kneipp-Förderer und Anhänger seiner Lehre begab er sich regelmäßig frühmorgens in den Englischen Garten zum Wassertreten und Tautreten. (Kneipp empfahl bei Infektanfälligkeit und bei Schlafstörungen das morgendliche Barfußgehen über taufrische Wiesen). Sein Kammerdiener begleitete ihn dabei mit Handtüchern. Danach ging Aust in den sogenannten Kneipp-Sandalen durch die Stadt zum Rasieren, daher kam in München für Aust die scherzhafte Bezeichnung des „gsunden Rats“ in Anspielung auf seinen Geheimratstitel und seinen gesunden Lebensstil auf.
Aust war einer Erhebung in den Adelsstand nicht abgeneigt, diese wurde auch von Regierungs- und Verbandsseite stark unterstützt, auch um in Berlin in der Verbandsarbeit (BDI etc.) seinen Mitstreitern und Konkurrenten auch bei Hofe gleichzustehen. Georg von Hertling ermutigte ihn zu großzügigen karitativen Spenden und riet ihm zu Ankäufen und Stiftungen für die Pinakotheken. Nach den Empfehlungen zu speziellen Bildern und Künstlern war Aust über die Preise verärgert und teilte den zuständigen Herren und Gremien mit, dass er sich „keine Titel und Ehren und auch kein Schloss erwendeln“ müsse und auch kein Freiherr von Böcklins oder Pilotys Gnaden sein wolle. Er spielte hiermit auf die Erhebung des Jan von Wendelstadt in den bayerischen Adelsstand an, der wohl mit einer Spende eines Böcklin-Werkes an die Pinakotheken verbunden war.
Im Jahre 1880 war er in die Berliner Freimaurerloge Zur Treue aufgenommen worden.